# Orjen
Orjen (Cirílico serbio: Орјен, montenegrino: Orjen/Орјен) es una sierra montañosa caliza en el Mediterráneo perteneciente a los Alpes Dináricos en Montenegro-Bosnia y Herzegovina. Con 1894 m, Zubački kabao es el pico más alto en los Dinarides subadriáticos. El macizo de Orjen queda al noroeste de Risan en Bocas de Kotor (Boka Kotorska). Desde la ciudad de Risan, situada en la parte más interior protegida de la bahía, una carretera con muchas curvas cerradas asciende hasta alrededor de 1600 m, sobre el interior. En la principal cumbre de Orjen y las crestas que la rodean y altas mesetas la acción de la glaciación cuaternaria es evidente. En la Edad de Hielo largos valles glaciares retrocedieron desde Orjen hasta la bahía de Kotor y los poljés que la rodean. Trazando valles y circos en forma de U. Los glaciares también tienen picos escabrosos y crestas. El relieve de tipo glaciar y kárstico combinan actualmente en un escenario costero único. En otros lugares del Mediterráneo, pocos lugares muestran un fenómeno similar.
La Región natural y culturo-histórica de Kotor es un lugar Patrimonio de la Humanidad declarado por la UNESCO, y que comprende el territorio entre Orjen y Lovćen, incluyendo todas las pequeñas ciudades de las bahías de Risan y Kotor con su natural ambientación. Con esta privilegiada bahía natural la bahía de Kotor ha estado habitada desde hace milenios. Los ilirios[cita requerida] y los griegos[cita requerida] colonizaron la costa desde el año 400 a. C. y establecieron lo que actualmente son los puertos de Risan (Rhizon) y Kotor (Cattaro). Debido a la falta de agua potable las altas montañas nunca fueron pobladas densamente. Parches de nieve recogidos desde hondos hoyos se usaron incluso a finales del siglo XX para proporcionar agua a unas pocas aldeas. Actualmente, en lugar de eso, se usan pozos.
El monte Orjen es una montaña en bloque elevada como un horst y de esta manera quedaba por encima de la hundida bahía de Kotor y la alta meseta kárstica que rodea el horst de monte Orjen. Con 1.894 m de diferencia entre el punto más bajo y el más alto, la energía del relieve tuvo un gran papel en el extremadamente abrupto medio ambiente. Un paisaje estéril hiperkárstico contrasta con tipos de vegetación muy ricos en especies, que iba desde bosques de hoja perenne y de caduca en altitudes inferiores a los bosques de abetos y pinos dináricos calcáreos endémicos en altitudes mayores. La precipitación alcanza los 5.000 litros por metro cuadrado, lo que es más típico de los selvas tropicales o Himalaya oriental que en el seco Mediterráneo. Queda en la costa más húmeda de Europa, la nieve se acumula fácilmente en las mesetas kársticas y tan tarde como junio pequeños parches de nieve siguen yaciendo en lugares sombríos bajo las cumbres. El esquí es posible pero no existen actualmente infraestructuras relevantes. Orjen es un destino de senderismo más importante. Tres cabañas de montaña proporcionan alojamiento básico.
Orjen comprende una superficie de alrededor de 400 km² y recorre 25 km desde Herzegovina en el oeste a Montenegro en el este. El monte Orjen está compuesto por cuatro altas mesetas kársticas divididas por crestas. Tres cordales casi paralelos se encuentran en Zubački kabao, el punto cumbre de Orjen. Las crestas se colocan por altura con las más altas al norte mirando hacia las mesetas de Bijela gora desde la costa mediterránea. Las mesetas separadas son Krivošije al este, Bijela gora al norte, y Dobri do y Vrbanj al oeste. Sólo unos pocos asentamientos están dispersos en los poljés que lo rodean. Los poljés de Grahovo, Dragalj, Vrbanj, Krusevica y Grabalj son importantes para el uso agrícola y proporcionan las únicas líneas de comunicación en el karst. La migración circuló alrededor del monte Orjen como un obstáculo principal entre las costeras Herceg Novi y Risan y las ciudades interiores de Grahovo, Trebinje y Niksic.
Varios valles de ríos secos se encuentran en Orjen. Sólo en décadas ellos reaccionan como ríos de corta vida cuando se combinan lluvias intensas y el deshielo. Las inundaciones pueden ser un problema y varios poljés son conocidos por sus largos períodos de inundación.

## Para saber más
- Goran Ž. Komar: "Planinska sela Dračevice pod vlašću Venecije 1687-1797" (1997)